# Harrison Nunatak
Harrison Nunatak är en nunatak i Antarktis. Den ligger i Västantarktis. Inget land gör anspråk på området. Toppen på Harrison Nunatak är 13 meter över havet.
Terrängen runt Harrison Nunatak är platt söderut, men norrut är den kuperad.  Trakten är obefolkad. Det finns inga samhällen i närheten.